# 보스토크호

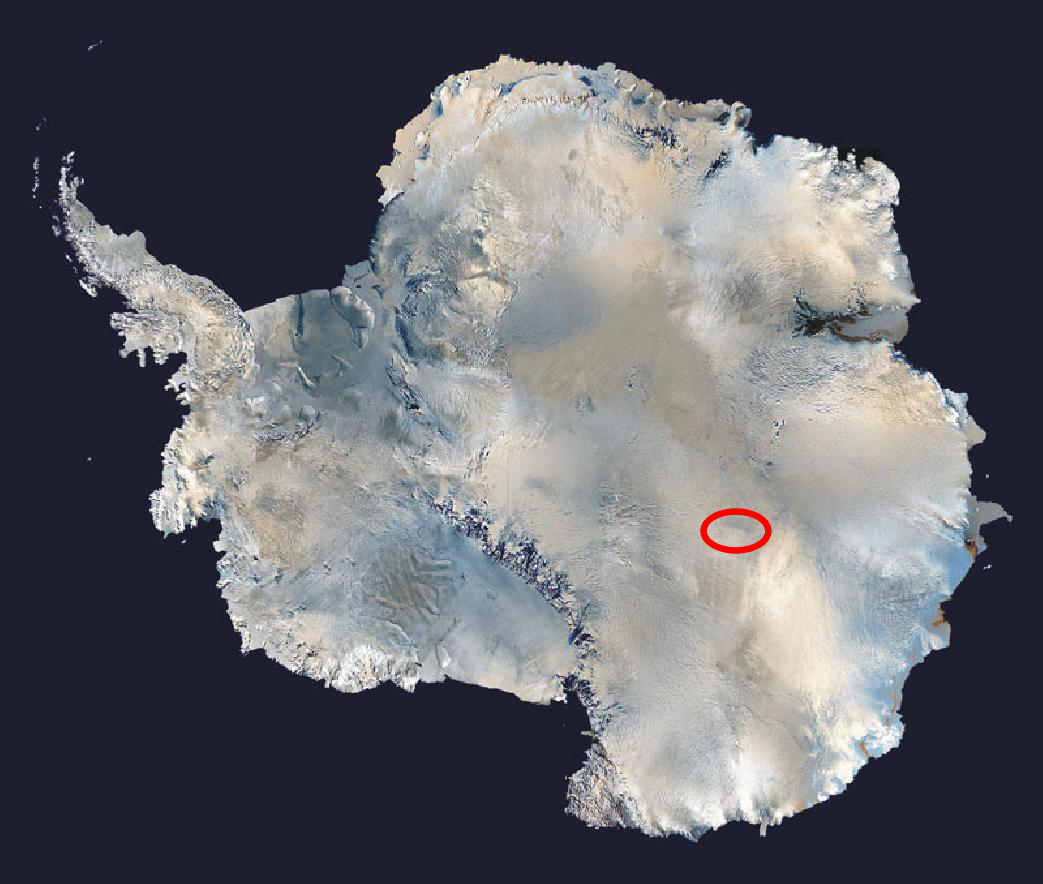
보스토크호의 위치(붉은 색 동그라미)

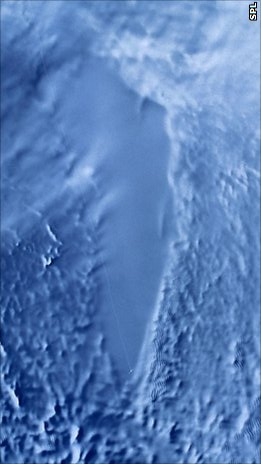
보스토크호 (by NASA,GSFC)

보스토크호(영어: Lake Vostok, 러시아어: Восток)는 남극에서 발견된 400개의 지하 호수 중 가장 큰 지하 호수이다. 지상의 얼음 표면으로부터 대략 4000 m(13,199 ft) 아래에 위치해 있으며, 해수면보다 500 m 정도 낮다. 이곳에는 지구의 최저 온도인 영하 88도가 측정된 곳으로도 유명한 러시아의 과학 기지, 보스토크 기지가 설치되어 있으며, 러시아와 영국의 과학자들이 항공 얼음 투과 레이더 영상 관찰과 우주선 레이더 고도측량법을 통합하여 1996년 발견하였다.
이 호수는 최대 길이 250 km, 최대 넓이 50 km로 측정되어 전세계에서 16번째로 넓은 표면적을 가진 호수이기도 하다. 또한 호수 물의 부피 순으로는 세계에서 6번째로 큰 호수가 된다.

## 역사
호수의 이름은 보스토크 기지가 건설된 후 이름이 붙여졌는데, 이는 러시아어로 "동쪽"에 있는 호수라는 뜻이다. 소련의 지리학자 안드레이 카피차가 1959년부터 1964년까지 기지 밑 얼음의 두께를 측정한 결과를 토대로 지하 호수가 있을 가능성을 처음으로 제기하였다. 이후 1993년에 러시아와 영국의 과학자들이 ERS-1레이저 측정기를 통해 호수의 존재를 다시 한번 확인했다.
2012년 2월 5일, 러시아의 과학자 팀이 3768 m(12,400 ft)깊이의 아이스코어를 뚫어 호수 표면 근처의 얼음을 채취했다. 호수의 첫 번째 얼음 성분은 2013년 1월 10일에 3406 m 깊이에서 채취되었지만, 이 과정에서 호수의 물이 솟아나 방빙을 위해 사용된 프레온과 케로신과 섞여버린 사건이 있었다.

## 환경
환경 자체가 목성의 유로파 위성의 얼음 지각 아래 환경과 유사한 것으로 추측되고 있다.
보스토크호는 산소가 과포화 상태인데, 지구 상의 다른 일반 호수들의 물보다 약 50배가 높다. 상층부를 덮고있는 빙원이 산소 집중도를 높였을 것으로 추측된다. 평균 수온은 약 영하 3도이며, 높은 압력으로 인해 영하의 온도에서 액체 상태를 유지하고 있다. 2005년 4월, 독일, 러시아, 일본이 연구를 통해 이 호수는 조석력이 있어 태양과 달의 위치에 따라, 호수 수면이 1~2 cm 변동한다고 발표하였다.
보스토크호에 있는 유기체들은 산소가 과포화 상태이기 때문에 매우 높은 산소 스트레스를 극복해야 한다. 2013년 3월 8일, 러시아 과학자들이 과학계에 알려지지 않은 새로운 종류의 미생물을 발견했다고 발표하기도 하였다. 2005년 5월, 호수 중앙에 호수를 분리시키는 섬이 하나 있음을 발견하였으며 이 섬으로 인해 호수가 분리되어 양측의 생태계가 서로 다를 것으로 추측된다.

## 같이 보기
- 콜라 시추공
- 지하수